# Eumetula macquariensis
Eumetula macquariensis là một loài ốc biển nhỏ, là động vật thân mềm chân bụng sống ở biển trong họ Cerithiopsidae. Loài này có ở New Zealand.